# Madre de Dios (flod)
Madre de Dios är en flod som har sin källa på 6 000 meters höjd i de peruanska Anderna nordost om Cusco. Den flyter 640 kilometer genom Peru och därefter 510 kilometer genom Bolivia där den i Riberalta mynnar ut i Benifloden. Madre de Dios avvattnar en yta på mer än 100 000 km². 
Floden är en viktig farled för den peruanska regionen Madre de Dios, speciellt för dess huvudstad Puerto Maldonado. Mangoodling och guldutvinning förekommer längs flodens stränder och andra viktiga näringar är jordbruk och skogsavverkning.
Längs floden finns flera nationalparker och naturreservat, som exempelvis Tambopata-Candamo, biosfärområdet Manu samt naturreservatet Bahuaja-Sonene.
Madre de Dios, som är en del av Amazonfloden, har det största avrinningsområdet i regionen.